# Jamajka na Letních olympijských hrách 1988
Jamajka se účastnila Letní olympiády 1988 v jihokorejském Soulu. Zastupovalo ji 35 sportovců (24 mužů a 11 žen) v 5 sportech.

## Medailisté
| Medaile | Jméno                                                                                                 | Sport    | Soutěž                 |
| ------- | --- | -------- | ---------------------- |
| Stříbro | Grace Jacksonová                                                                                      | Atletika | Ženy běh na 200 m      |
| Stříbro | Bert Cameron Howard Davis Winthrop Graham Devon Morris Howard Burnett (rozběh) Trevor Graham (rozběh) | Atletika | Muži štafeta 4 × 400 m |